# Witoorsaffierkolibrie
De witoorsaffierkolibrie (Basilinna leucotis; synoniem: Hylocharis leucotis) is een vogel uit de familie Trochilidae (kolibries).

## Verspreiding en leefgebied
Deze soort komt voor van Mexico tot Nicaragua en telt drie ondersoorten:
- B. l. borealis: zuidoostelijk Arizona en noordelijk Mexico.
- B. l. leucotis: centraal en zuidelijk Mexico en Guatemala.
- B. l. pygmaea: El Salvador, Honduras en Nicaragua.